# Usiacurí

Localização de Usiacurí no departamento de Atlántico.

Usiacurí é um município da Colômbia no departamento de Atlántico.